# Symmetrisk matris

En symmetrisk matris med fem rader och fem kolonner.

En symmetrisk matris är inom linjär algebra, en matris sådan att den är identisk med sitt transponat:
| {\displaystyle A{\text{ är symmetrisk }}\iff A=A^{T}} |
Om matrisen har elementen aij är aij = aji för en symmetrisk matris. Man kan också uttrycka detta som att rad k i en symmetrisk matris har samma element, i samma ordning, som kolonn k.

## Exempel
{\displaystyle M={\begin{pmatrix}1&2&3\\2&4&5\\3&5&6\end{pmatrix}}}
M är symmetrisk, eftersom MT = M. 
A nedan är dock inte symmetrisk, vilket man kan se genom att jämföra elementen i A med elementen i A:s transponat, AT:
{\displaystyle A={\begin{pmatrix}1&2&2\\3&4&5\\3&1&6\end{pmatrix}},~~A^{T}={\begin{pmatrix}1&3&3\\2&4&1\\2&5&6\end{pmatrix}},~~A\neq A^{T}.}

## Egenskaper
Symmetriska matriser har alltid en ortonormerad bas av egenvektorer, enligt spektralsatsen, vilket innebär att om A är symmetrisk kan A diagonaliseras med en ortogonalmatris, det vill säga, det finns en diagonalmatris D och en ortogonalmatris T sådan att
{\displaystyle A=T\,D\,T^{T}}.
där elementen i D:s diagonal är A:s egenvärden.
Om A är en reell matris så är matrisen ATA symmetrisk, om matrismultiplikationen är tillåten. Detta kan visas med hjälp av räknereglerna för transponat:
{\displaystyle (A^{T}A)^{T}=(A)^{T}(A^{T})^{T}=A^{T}A}

## Symmetrisk avbildning
En symmetrisk linjär avbildning är en avbildning {\displaystyle F} sådan att
{\displaystyle \mathbf {u} \cdot F(\mathbf {v} )=\mathbf {v} \cdot F(\mathbf {u} )}
för alla reella vektorer u och v.
I en ortonormerad bas motsvarar en symmetrisk avbildning en symmetrisk matris på ett entydigt sätt. För att bevisa detta noteras att skalärprodukten i en sådan bas kan skrivas på matrisformen
{\displaystyle \mathbf {u} \cdot \mathbf {v} =u^{T}v,}
där u och v är kolonnmatriser. Om avbildningen {\displaystyle F} representeras av matrisen {\displaystyle A} i den givna basen kan definitionen skrivas som
{\displaystyle u^{T}Av=v^{T}Au.}
Om {\displaystyle A=A^{T}} blir transponatet av vänsterledet lika med högerledet. Eftersom vänsterledet är en 1x1-matris är den lika med sitt transponat, så {\displaystyle F} är symmetrisk. Om man utgår från att {\displaystyle F} är symmetrisk får man på samma sätt att
{\displaystyle v^{T}Au=v^{T}A^{T}u'}
och om detta ska gälla för alla u och v måste
{\displaystyle A=A^{T}.}